# Famille Saint-Raymond
La famille Saint-Raymond est une famille d'ancienne bourgeoisie française, originaire de Toulouse, où elle a occupé une place éminente dans le cercle des familles marchandes au XVIIIe siècle.
En sont issus aux XXe et XXIe siècles des hauts fonctionnaires, des militaires, des mathématiciens et une bienheureuse de l'Église catholique (béatification le 8 décembre 2018).

## Origines
L'origine de la famille remonte vers 1500.
Elle compte de nombreux membres de l'ordre national de la Légion d'honneur : le premier est Jean-Louis Saint-Raymond (1740-1821), dit Saint-Raymond-Sacarin. D'abord associé à son père dans une maison de commerce de grains, il fait partie à la fin de l'Ancien Régime de la classe des riches négociants toulousains, étant élu en 1781 consul de la Bourse de Toulouse et se faisant construire un château dans les faubourgs, plus tard appelé le château Saint-Raymond-Sacarin
.
Fondateur de l’académie d’agriculture de la Haute-Garonne, il est élu au premier conseil municipal de Toulouse qui suit le gouvernement des capitouls, conseil présidé par le premier maire Joseph de Rigaud. Il est alors capitaine porte-drapeau de la garde nationale de Toulouse. 
Son fils François reprend  la maison de commerce familiale. Il est également élu au conseil municipal et sera adjoint au maire de Toulouse. En 1814, il participe à la défense de la ville contre le duc de Wellington. Il est ensuite nommé chevalier dans l'ordre de la Légion d'honneur. Hector, son fils, est chef de bureau au ministère des Finances où il sera promu officier dans l'ordre de la Légion d'honneur. Puis son fils Paul, mobilisé dans la garde nationale en 1870, sera cité à l'ordre de l'armée et nommé chevalier. Il est conseiller à la Cour de comptes où son fils Fernand (voir ci-dessous) fera toute sa carrière et sera promu commandeur dans l'ordre de la Légion d'honneur.

## Personnalités
- Jean Saint-Raymond (1762-1806), colonel de Napoléon.
D'abord engagé volontaire au régiment de l’Ile-de-Bourbon en 1785, il se réengage en 1791 comme sous-lieutenant au 1er bataillon de volontaires du Finistère. Il participe aux campagnes de l’armée du Nord (1792-1797), de l'armée du Rhin (1798-1799). Il est fait prisonnier par les Autrichiens devant Mannheim en septembre 1799 puis libéré sur parole en décembre. En 1803, il est colonel du 33e de ligne au camp de Bruges que dirige Davout. Il commande alors 607 hommes[4] et participe à la bataille d'Austerlitz le 2 décembre 1805. Le général Friant note : « le colonel Saint-Raymond, toujours sage dans les conseils et intrépide dans les combats, se faisant toujours remarquer ». Cela vaut à Jean Saint-Raymond d’être promu commandant de la Légion d’honneur le 25 décembre. La maladie l’emporte à Maremberg (Prusse) le 11 décembre 1806[5].
- Hector Saint-Raymond (1801-1888), chef de bureau au ministère des Finances, puis directeur de la Comptabilité publique.
Officier dans l'ordre de la Légion d’honneur, il épouse en 1843 Agathe Louise Cécile Sarrazin[6]. Il est le père de Paul, qui suit.
- Paul Henri Saint-Raymond (1844-1901) est conseiller référendaire à la Cour des comptes
Mobilisé dans la garde nationale en 1870, Paul Saint-Raymond est cité à l'ordre de l'armée et nommé chevalier dans l'ordre national de la Légion d'honneur. Licencié en droit[7], puis docteur en droit après avoir soutenu en 1867 la thèse De l’action publicienne (droit romain), Du jugement d’expropriation, ou de la cession amiable qui en tient lieu, et de l’indemnité due en cas d’expropriation pour cause d’utilité publique (droit français). Lieutenant de la garde nationale, il est officier en 1866. Reçu premier au concours de 1868 de la Cour des comptes, il est auditeur de 2e classe en 1869, de 1re classe en 1872, auditeur-rapporteur en 1873, puis conseiller référendaire de 2e classe en 1878, de 1re classe en 1893, il meurt en fonction[6]. Il est le père de Fernand, qui suit.
- Fernand Saint-Raymond (1887-1971), président de chambre à la Cour des comptes.
À l'issue de ses études de droit, Fernand Saint-Raymond intègre la Cour des comptes. Mobilisé du 2 août 1914 au 17 mars 1919, il est conseiller référendaire de 2e classe en 1923, de 1re classe en 1932, avocat général en 1934, conseiller maître en 1939. Il est nommé président de la première chambre le 13 janvier 1950 et président de la commission de surveillance de la Caisse des dépôts et consignations en 1955. Il quitte la Cour des comptes en 1958[8].
Il est promu commandeur dans l'ordre national de la Légion d'honneur le 28 janvier 1956[9].
- Jean Saint-Raymond (1946), mathématicien et sa fille Laure qui suit.
Jean Saint-Raymond est professeur émérite de mathématiques à l'Institut de mathématiques de Jussieu – Paris Rive Gauche, auteur de nombreux ouvrages et publications[10].
- Laure Saint-Raymond (1975), mathématicienne, membre de l'Académie des sciences ;
- Michel Saint-Raymond (1925), général.
Michel Saint-Raymond est diplômé de l'École spéciale militaire de Saint-Cyr. Artilleur de formation, il fait sa carrière dans l'armée de terre où il est nommé en 1982 général de brigade. Il est officier dans l'ordre national de la Légion d’honneur et commandeur dans l’ordre national du Mérite[1] ;
- Paul-Hélène Saint-Raymond (1927-assassinée en 1994), religieuse, membre du groupe des martyrs d'Algérie, béatifiée par l'Église catholique.
- André Saint-Raymond, prêtre diocésain.
En 2019, André Saint-Raymond fête ses 60 ans de sacerdoce. Ordonné prêtre au cours de la veillée pascale 1959,il est nommé vicaire à Saint-Lucien de La Courneuve où il est chargé de s’occuper des garçons d’âge scolaire. En 1965, il est nommé au petit séminaire de Conflans (Charenton) comme préfet. Dans le même temps, il rend visite régulièrement à sa sœur Paul-Hélène, religieuse en Algérie et à son neveu et filleul, Yves, prêtre du diocèse de Ouagadougou au Burkina Faso. Il est nommé vicaire à Aubervilliers, curé à Epinay-sur-Seine, puis à Pavillons-sous-Bois. Il est ensuite nommé chancelier du diocèse avant de prendre sa retraite à Vaujours[11]

## Descendance de Fernand Saint-Raymond
La descendance simplifiée de Fernand Saint-Raymond au XXIe siècle permet de connaître les filiations entre les différentes personnalités.
- Fernand Saint-Raymond (1887-1971), président de chambre à la Cour des comptes[8]. En 1914, il épouse Jeanne Monthiers. De ce mariage, naissent dix enfants[8].
  - 1 - Alice Marie Jeanne Saint-Raymond (1915-2010) épouse en 1945 René Lisch (1909-2004), architecte en chef des monuments historiques[12],[8]. Ils ont neuf enfants.
  - 2 - Paul André Fernand Saint-Raymond (1917-2017), ancien élève de l'École polytechnique (promotion 1936)[13], chevalier de l'ordre national de la Légion d'honneur[8], président de la fédération nationale des OGEC[a],[14] du 31 mars 1978 au 7 décembre 1985[15]. En 1941, il épouse Jacqueline Laporte Many. De ce mariage, naissent huit enfants.
    - 2.1 - Jacques Saint-Raymond (1942), ancien élève de l'Institution Sainte-Croix-de-Neuilly (promotion 1958), ingénieur diplômé de l'École polytechnique (promotion 1961)[16] et de la promotion 1966 de l'École nationale supérieure de techniques avancées (Ensta)[17]. Il épouse Thérèse Jahan et ont trois enfants.
    - 2.2 - Philippe Saint-Raymond (d) (1943), ancien élève de l'Institution Sainte-Croix-de-Neuilly (promotion 1959), ingénieur diplômé de l'École polytechnique (promotion 1961)[18] et de la promotion 1964 de l'École nationale supérieure des mines de Paris. En 1971, il épouse Odile Gamelin et ont trois enfants[19].
    - 2.3 - Yves Saint-Raymond (1948-2015)[20], ancien élève de l'Institution Sainte-Croix-de-Neuilly (promotion 66), ingénieur diplômé de l'Institut supérieur d'électronique de Paris (ISEP) en 1971, prêtre à Ouagadougou.
    - 2.4 - Alain Saint-Raymond (1950), ancien élève de l'Institution Sainte-Croix-de-Neuilly (promotion 1968), ingénieur diplômé de l'École polytechnique (promotion 1970)[21]. De son mariage avec M. Parin, naissent trois enfants.
    - 2.5 - Daniel Saint-Raymond (1952).
    - 2.6 - Ghislaine Saint-Raymond, elle épouse Jean Brefort et ont quatre enfants.
    - 2.7 - Bernadette Saint-Raymond (1954-2000)[22]
    - 2.8 - Xavier Saint-Raymond (1956), ancien élève de l'Institution Sainte-Croix-de-Neuilly (promotion 1974), ancien élève de l'École normale supérieure de Paris. De son mariage avec Corinne Chancerelle, ingénieur diplômée en 1983 de l'École spéciale de mécanique et d'électricité (ESME)[23], naissent sept enfants.

  - 3 - Maurice Jean Étienne Saint-Raymond (1919-2004)[24]. Il épouse Françoise Laporte (1923-2023)[8] et ont cinq enfants.
    - 3.1 - Jean Saint-Raymond (1946), ancien élève de l'Institution Sainte-Croix-de-Neuilly (promotion 1963), ancien élève de l'École normale supérieure de Paris, professeur émérite de l'université Paris-Sorbonne[25]. Il épouse Françoise Audin, ils ont sept enfants.
      - 3.1.1 Laure Saint-Raymond (1975), ancienne élève de l'École normale supérieure de Paris en 1994[26], épouse en 1998, Sylvain Espinasse. Ils ont 6 enfants.

    - 3.2 - Catherine Saint-Raymond (1948-2016)[27]. Elle épouse Laurent Laming, président de la fédération nationale des OGEC depuis 2017[15]. Ils ont trois enfants.
    - 3.3 - Claire Saint-Raymond, épouse Christian Chopin. ils ont quatre enfants.
    - 3.4 - Étienne Saint-Raymond (1955), ancien élève de l'Institution Sainte-Croix-de-Neuilly (promotion 1972), ingénieur diplômé de l'École polytechnique (promotion 1975)[28]. De son mariage avec Françoise Cordier, naissent quatre enfants.
    - 3.5 - Agnès Saint-Raymond (1956). Ancien interne et chef de clinique des Hôpitaux de Paris, médecin pédiatre.

  - 4 - Yvonne Marie Germaine Saint-Raymond (1921)[8] épouse Georges Laporte Many (1918-2018) et ils ont cinq enfants.
  - 5 - Thérèse Marie Jacqueline Saint-Raymond (1922-2021)[29],[30],[8]. De son mariage avec Jean Gry (1917-1987), naissent trois filles.
  - 6 - Gabrielle Marie Françoise Saint-Raymond (1924)[8].
  - 7 - Michel Jean Pierre Saint-Raymond (1925), général[31]. Il épouse Solange Lenoir[8], ils ont six enfants :
    - 7.1 - Sophie Saint-Raymond (1955), médecin anesthésiste réanimateur.
    - 7.2 Patrick Saint-Raymond (1956)
    - 7.3 Dominique Saint Raymond (1957-1959)
    - 7.4 Caroline Saint-Raymond (1961)
    - 7.5 Hubert Saint-Raymond (1966), diplômé de l'École nationale supérieure des mines de Saint-Étienne.
    - 7.6 Christophe Saint-Raymond (1968)

  - 8 - Hélène Marie Paul Saint-Raymond (1927-assassinée en 1994), religieuse, membre du groupe des martyrs d'Algérie, béatifiée par l'Église catholique.
  - 9 - Anne Marie Marguerite Saint-Raymond (1928-2010)[32]. Elle épouse Georges Bonnefond[8], ils ont deux enfants.
  - 10 - André Georges Robert Saint-Raymond (1929), prêtre diocésain[8], parrain d'Yves Saint-Raymond[33].